# 狐者異

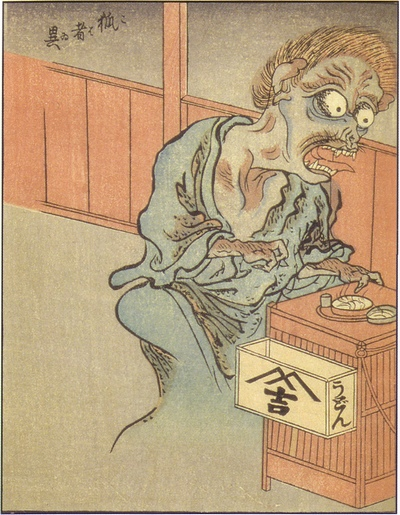
竹原春泉画『絵本百物語』より「狐者異」

狐者異（こわい）は、江戸時代の奇談集『絵本百物語』にあらわれる妖怪である。生前に他人の食べ物まで食べてしまうような者が、死後にその執着心を引きずっているためにこの妖怪になるという。

## 概要
『絵本百物語』の挿絵では涎を垂らしながら血眼になって食べ物を捜す狐者異が描かれており、死んだ身でもなお、店を襲って食べ物を奪い、ゴミ箱の生ゴミをあさり、死肉すら口にするという。また挿絵の狐者異はうどんを食べようとしているが、妖怪研究家・多田克己は、うどんが消化の良いことから、食べてもすぐに空腹になるという貪欲さを象徴しているとの説を唱えている。
『絵本百物語』によれば、この「狐者異」の名が「怖い」と言葉の由来とされる。

## 狐者異にちなんだ作品
小説
- 京極夏彦『狐者異』（続巷説百物語に収録）